# 수로

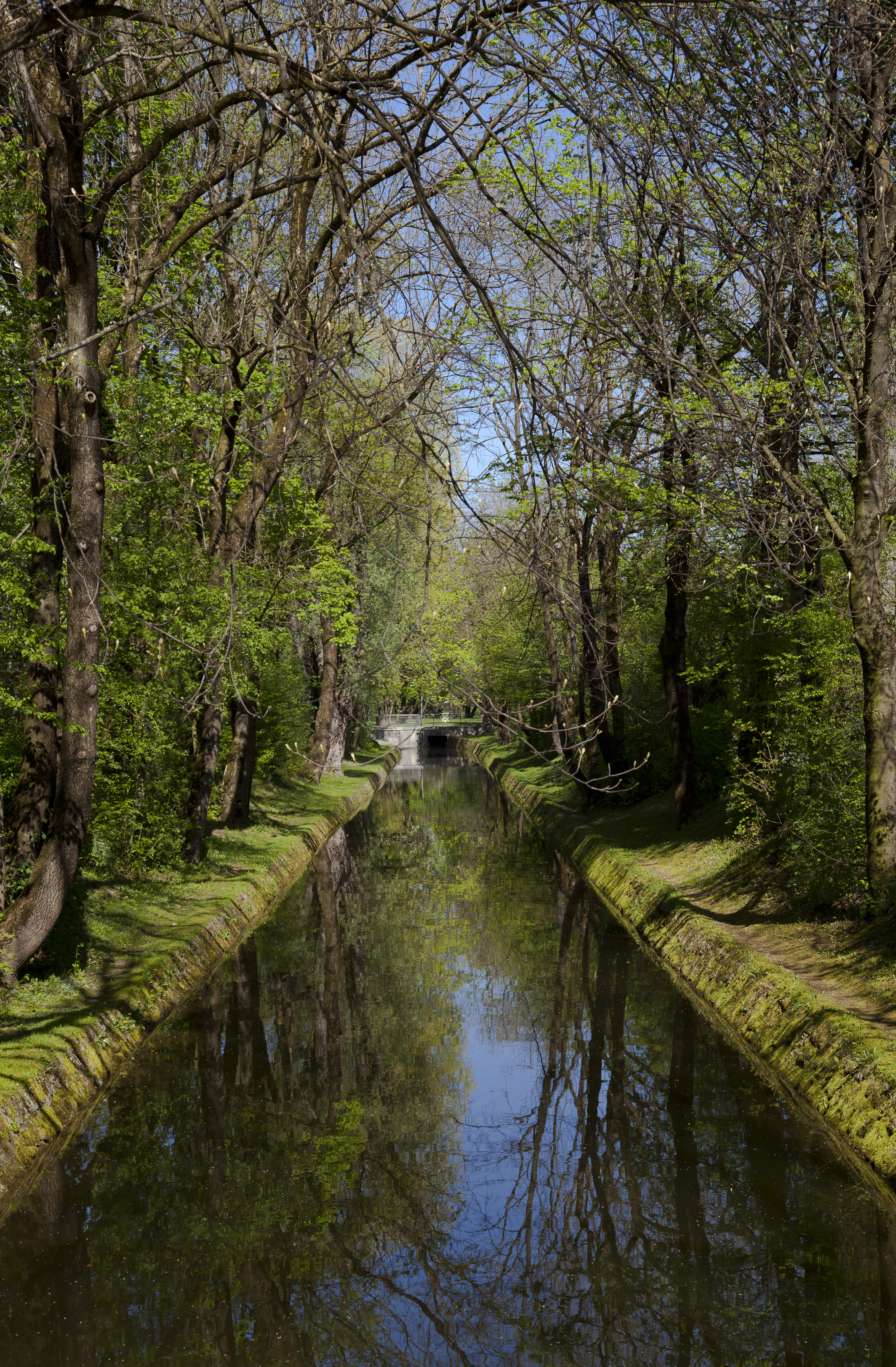
뮌헨의 올림피아파크

수로(水路) 또는 물길은 물이 흐르게 하기 위해 인공적으로 만든 구조물이다.
그 종류로는 다음이 있다.
- 용수로 : 관개나 공업용 등을 위해 다른 수원으로부터 물을 빼오는 목적으로 만들어진 수로.
- 방수로 : 주로 하천 등의 홍수를 배수하는 목적으로 만들어진 수로.
- 첩수로 : 하천의 굴곡을 직선화해 물이 잘 흐르게 만든 수로.
- 구거 : 주로 급수, 배수를 목적으로 해 인공적으로 만들어진 수로 가운데 비교적 소규모의 것이다.
- 운하 : 주로 선박의 이동을 위해서 만들어진 수로.

## 같이 보기
- 관수로
- 개수로